# カロリーネ・フォン・ヘッセン＝ホンブルク
カロリーネ・ルイーゼ・フォン・ヘッセン＝ホンブルク（Karoline Louise von Hessen-Homburg, 1771年8月26日 - 1854年6月20日）は、ドイツのヘッセン＝ホンブルク家の公女で、シュヴァルツブルク＝ルードルシュタット侯ルートヴィヒ・フリードリヒ2世の妻。

## 生涯
ヘッセン＝ホンブルク方伯フリードリヒ5世とその妻でヘッセン＝ダルムシュタット方伯ルートヴィヒ9世の娘であるカロリーネの間の第4子、長女として生まれた。1791年7月21日、ルートヴィヒ・フリードリヒ2世と結婚する。カロリーネは教養豊かな女性で、嫁ぎ先のルードルシュタット宮廷に洗練された文化を持ち込んだ。プロイセンのルイ・フェルディナント王子は、1806年10月10日のザールフェルトの戦いで戦死する前夜、親交のあったカロリーネの宮廷を訪れて晩餐会を楽しんでいる。
1807年に夫と死別すると、カロリーネは幼い長男フリードリヒ・ギュンターの摂政として侯領を治めることになった。フリードリヒ・ギュンターは領国経営に関心を示さなかったため、カロリーネは1814年まで摂政を続けねばならなかった。息子が親政を開始してからも、1816年の憲法制定、1835年のドイツ関税同盟への加盟など、侯国の重要な政治決定に強い発言力を発揮した。教育政策にも関心を持ち、ルードルシュタットのカイルハウ地区（Keilhau）にフリードリヒ・フレーベルを校長とする学校を開かせ、1840年にはバート・ブランケンブルクに幼稚園を開かせた。
ゲーテ、シラーやヴィルヘルム・フォン・フンボルトとも活発に文通していた。フンボルトはカロリーネのことを「類まれな婦人（„Frau, wie man sie nur selten findet”）」と称賛している。

## 子女
夫との間に4男3女の7人の子女をもうけた。三男と四男は双子である。
- ツェツィーリエ（1792年 - 1794年）
- フリードリヒ・ギュンター（1793年 - 1867年） - シュヴァルツブルク＝ルードルシュタット侯
- テクラ（1795年 - 1861年） - 1817年、シェーンブルク＝ヴァルデンブルク侯オットー・ヴィクトルと結婚
- カロリーネ（1796年）
- アルベルト（1798年 - 1869年） - シュヴァルツブルク＝ルードルシュタット侯
- ベルンハルト（1801年 - 1816年）
- ルドルフ（1801年 - 1808年）